# La Trilogie de Caliban
La Trilogie de Caliban est un ensemble de romans écrits par Roger MacBride Allen. Elle se déroule dans l'univers d'Isaac Asimov.
Cette trilogie est composée de :
- Le Robot Caliban
- Inferno
- Utopia

C'est dans la Trilogie de Caliban qu'est élaboré et développé le concept des nouvelles Lois de la robotique.